# كيلي كروغر
كيلي كروغر هي ممثلة كندية، ولدت في 12 نوفمبر 1982 في مونتريال في كندا.

## وصلات خارجية
- كيلي كروغر على موقع IMDb (الإنجليزية)
- كيلي كروغر على موقع قاعدة بيانات الفيلم (الإنجليزية)